# 戈族
戈族越南五十四個民族之一，分佈於越南中南沿海省份——廣義省、廣南省以及崑嵩省的高地山區，有近34,000人口（2009年統計），信仰泛靈信仰，多從事第一級產業。戈族使用的戈語屬南亞語系孟高棉語族巴拿語支的一種，沒有傳統文字。戈族部落具有自治力，長屋為部落的核心，音樂及舞蹈融入在日常生活中。

## 民族分佈、人口與語言

### 民族分佈

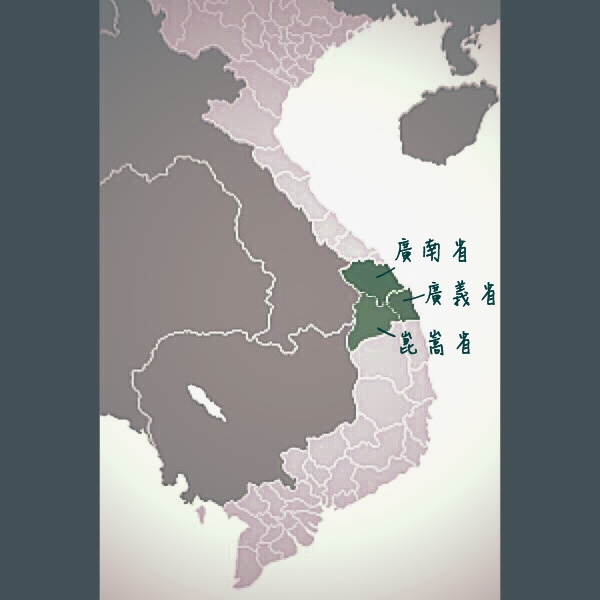
戈族主要分布於越南廣義省及廣南省，少數在崑嵩省

戈族人分布於越南中南沿海的廣義省、廣南省以及崑嵩省的高地山區。
在廣義省，他們於茶蓬縣西部（茶江、茶山、茶水、茶林、茶新、茶裴和茶合等社）活動，而西茶縣則是戈族人最主要的分佈地（茶岭、茶岩、茶中、茶寿、茶丰、茶溪、茶清、茶军社）。除此之外，有大約200居民自越南戰爭移居平山縣。 
在廣南省的族人主要居住在北茶眉縣（茶郭、茶甲、茶诺社），僅有少數住在仙福縣與成山縣。

### 人口
依據2009的人口統計，戈族擁有近34000的人口，分別在越南廣義省（28100人，相當於戈族83.1%的人口）、廣南省 (5361人)以及崑嵩省(118人)。
戈族曾經被視為色當族的分支，他們和周圍的其他民族有著許多共同性。戈族長期以來有過許多非官方的名稱，如Cùa, Khùa, Của, Bồng Miêu, Mọi Thanh Bồng, Mọi Trầu, Ta-Kua 或 Mọi Quế 。廣義省的戈族自稱“Cor”，廣南省的族人則自稱 “Col”。自1979年，“Co”成為戈族的正式名稱。

### 語言
戈族使用戈語(也稱Bòng Mieu、Bong Miew），屬南亞語系孟高棉語族巴拿語支的一種。

#### 文字
戈族人沒有自己傳統的文字，他們的語言在二十世紀（1975統一前）有被羅馬拼音化。

## 地理環境

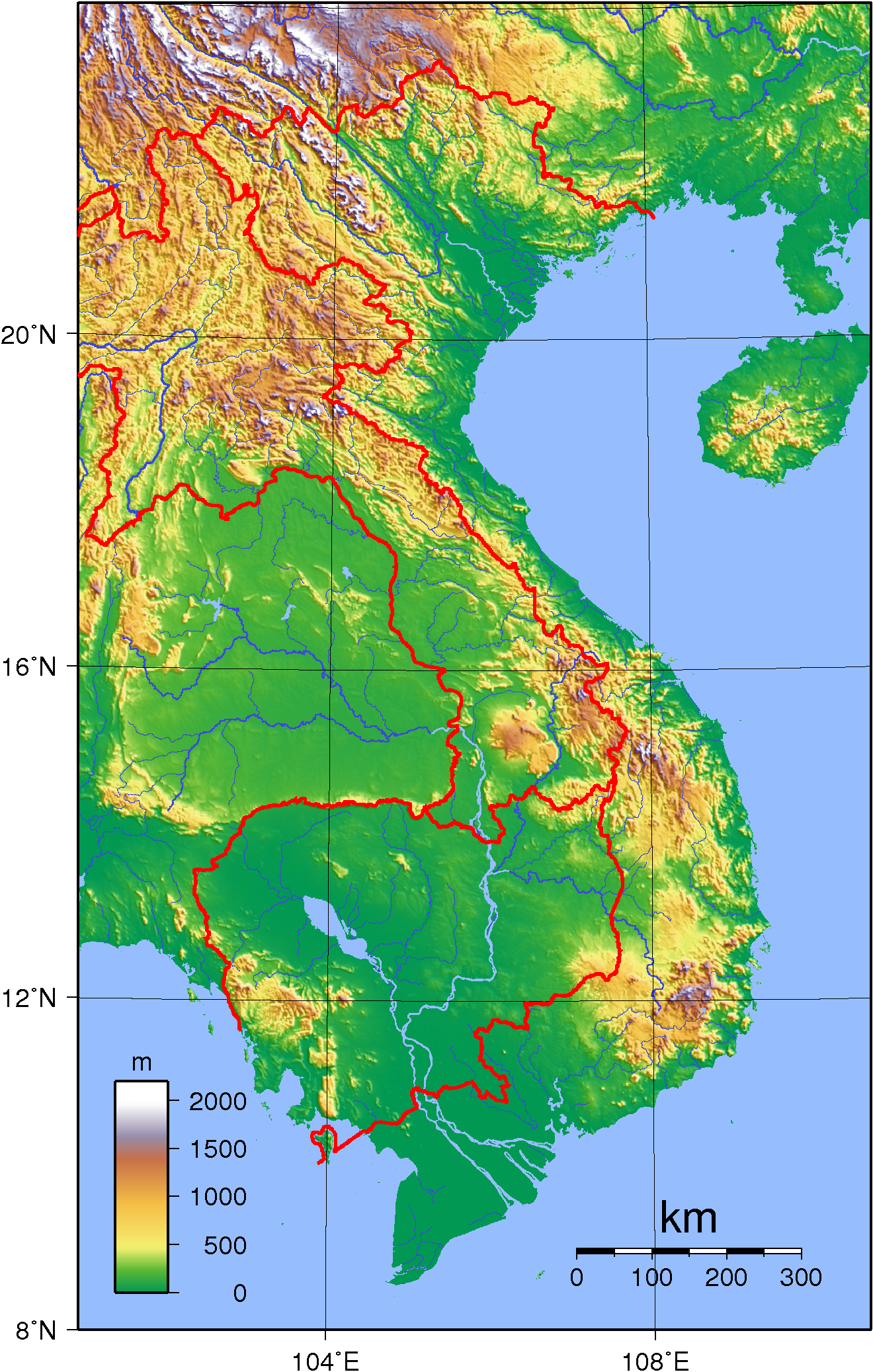
越南地形圖

戈族在山區活動，他們主要分布的省份東側面向南海，西側則為高原，位於熱帶季風氣候及熱帶莽原氣候的交界帶，雨量於九月到一月為多（濕季），三到四月則為乾季。
戈族的居住地有者豐富的自然資源，包含了沃土、森林、水及礦物。相連的山脈形成Ｖ字型的峽谷，供族人從事林業、耕種作物、果園等。森林內則孕育了多元的動物群和植物群。

## 歷史沿革

### 民族起源
根據傳說，戈族最原始的居住地為Ta Ly 村，因海水湧入而漸漸「漂」入海中，成為現今位於南中國海上的李山島，其他說法則指出戈族是曾住在沿岸地區或小島上的民族，因為有別於居住在中部高原的越南民族，戈族很久以前就對海(đhăk ta-ly)具有一定的認知。
對於戈族確切的發源地，至今仍未能找到答案。
在Nguyễn Hồ所著的Bão lửa Trà Bồng寫道：「就連族裡的長者們都不清楚戈族文化確切孕育地和族人的歷史。長久以來，戈族人一直居住在茶蓬縣，而茶蓬縣是他們的搖籃。」就此也能推論，戈族自古就住在越南的山區。

### 十九世紀的法國殖民
十九世紀法國殖民前，高山地區的少數和外界處於隔離狀態，和其他平地民族沒有往來。在法國落腳於越南後，高地的開發帶動了民族間的交流。

### 1950年代
1950年代，北越和南越採不同的民族政策。
北越在共產制度下，延續以往的分離主義，將山地的少數民族分成兩個自治區，以換得政治管理上的正當性。在有限的自治權力下，河內政權希望能達到民族的融合。
南越的非共產主義則採去叫直接、中央化的管制政策，將少數民族的土地重新分配給來自北方的難民，引起許多不滿。

### 越戰
越戰時期(1955~1975)，南越的高地民族協助抵抗北方的共產勢力。

### 1975越南統一
越南統一後，一部分的北部少數民族被遷至中部高地以協助建立社會經濟的基底，有助於往後發展，降低高地及平地的經濟發展差距的同時也降低民族間發展的差異性。
1975越南統一後，在聯合國基金會的支持下，自1979年每十年做一次大規模的人口普查。

## 社會、家庭、婚姻

### 社會

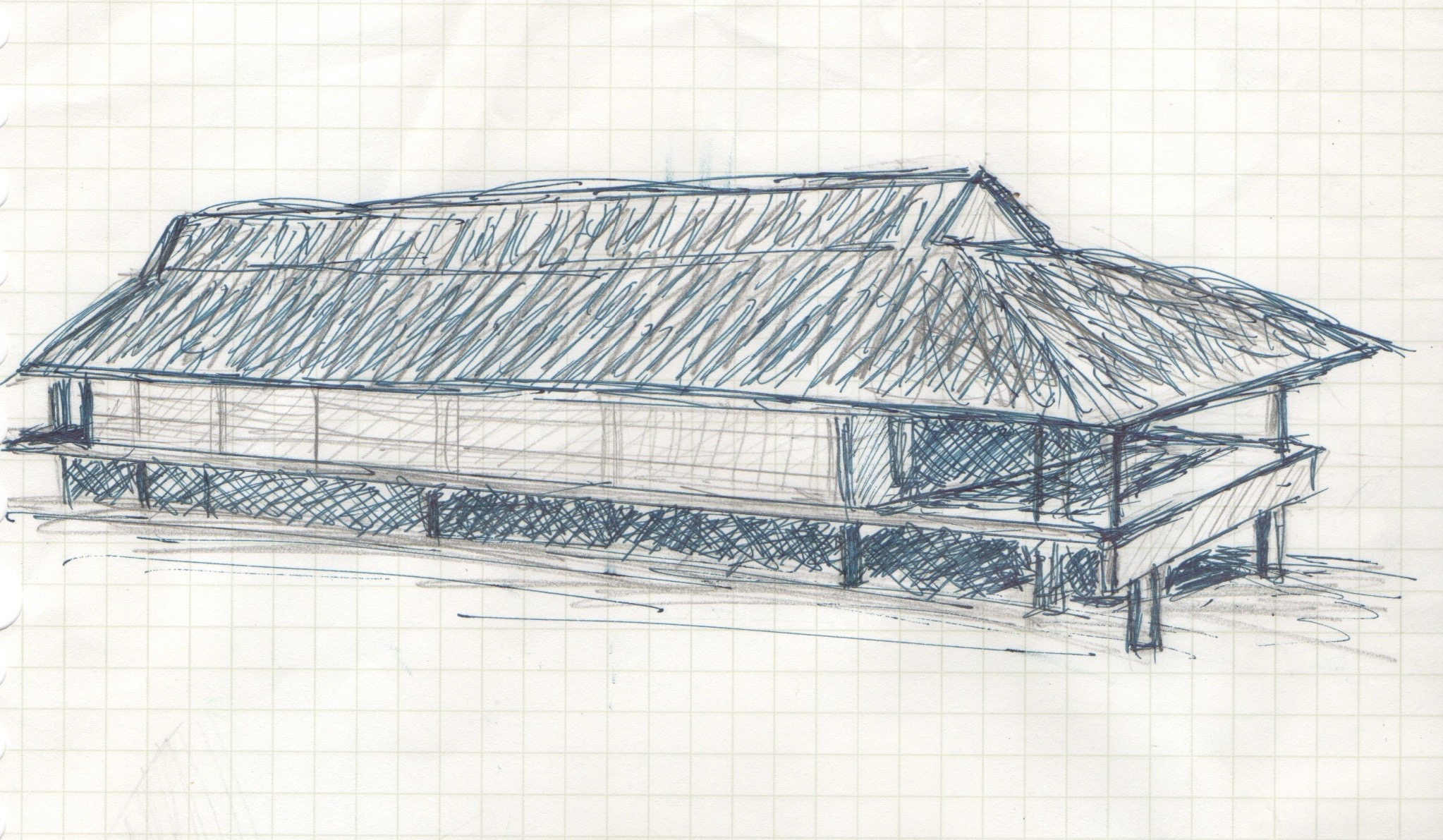
戈族的長屋

戈族的部落具有自治能力，通常用酋長的名字或是是附近的泉水或植物為命名。過去各個部落有單個大型的長屋——như xlúp，為族人共同的住所，他們將之視作部落的核心，稱「部落」為「plây」，同時也意旨「như xlúp」。現今因與其他民族的交流，多為核心家庭的小家庭形式。酋長掌管村中的大小事、負責主持儀式、調解紛爭等，以及與其他部落的外交事務。酋長是村民所尊重及效仿的對象，也有很多時候是世襲的。

### 家庭

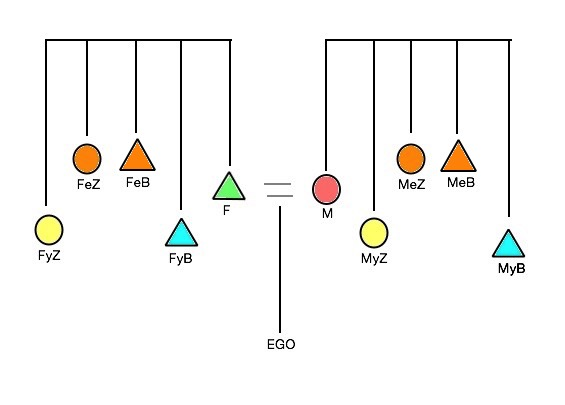
戈族親屬稱謂 I

戈族的親屬結構有旁系之別，但不承認二分的準則，可被視為直系型的一種。 （右圖 戈族親屬稱謂 I：圖中位置較高的為長，較低的為幼，顏色相同為同一稱謂）
|      | F   | M   | FeB | MeB | FeZ | MeZ | FyB | MyB | FyZ | MyZ |
| ---- | --- | --- | --- | --- | --- | --- | --- | --- | --- | --- |
| 稱謂 | vaq | miq | wa  | wa  | wa  | wa  | nhu | nhu | mư  | mư  |

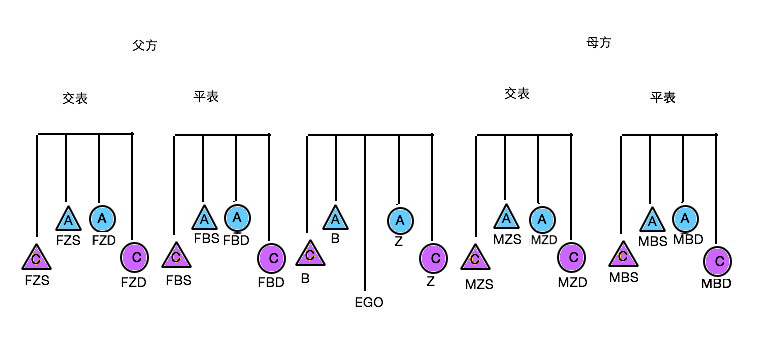
戈族親屬稱謂 II

表親層面不論交表、平表，同自己的兄弟姐妹，年紀較長的同稱謂，年紀較小的同稱，皆無性別之分。（右圖 戈族親屬稱謂 II：圖中位置較高的為長，較低的為幼，顏色相同為同一稱謂）

|      | A  | C  |
| ---- | -- | -- |
| 稱謂 | ay | oh |

### 婚姻
戈族結婚年齡比起以往有上升的趨勢，早婚或童婚的現象仍可見。

## 產業和生活
戈族居住的環境有著相當豐富的自然資源，原始森林孕育多元的生態，其中的小溪及瀑布則提供足夠的水資源，山間的峽谷則提供他們從事林業、種植糧食作物與果園的空間，多從事第一級產業。

### 產業

#### 採集
戈族人活動的地區物產豐富，不僅是食物來源，根菜類和草本植物也可當醫療藥材。物產如野生鳳梨、山竹果、柚子、柿子、肉桂、荔枝、黑芝麻，紅毛丹及各式的野菜、草本植物等。

#### 漁獵
較常見的漁獵器具有矛、弩、弓箭、套索、陷阱，獵物如熊、猴子、麂、鹿、鳥、魚和鍋牛。

#### 農業
農耕是戈族最主要的產業，旱稻為最主要的作物，其他作物如玉蜀黍、芝麻、茄子、芥菜、波羅蜜、柿子，肉桂樹以及蔞葉，其中肉桂的買賣是戈族主要的收入來源。

#### 畜牧業
戈族主要畜養體型較小，繁殖率較高的小山豬和雞，幾乎每個家戶都會養這兩種家畜。除此之外，狗也是狩獵時的好夥伴。

### 飲食

#### 肉桂樹
肉桂樹對戈族人來說十分重要，種植在廣義省的茶蓬縣和廣南省的茶眉縣，以和京族做龐大的交易買賣，湧入的金錢夠他們買更多的生產用具、生活用品和飾品等。族人也有一習俗：每當有小孩出生便會種植一棵肉桂樹，當他們即將開啟婚姻生活時，父母會將肉桂樹交入兒女手中，可見肉桂樹在戈族生活中的地位不容小覷。

#### 蔞葉

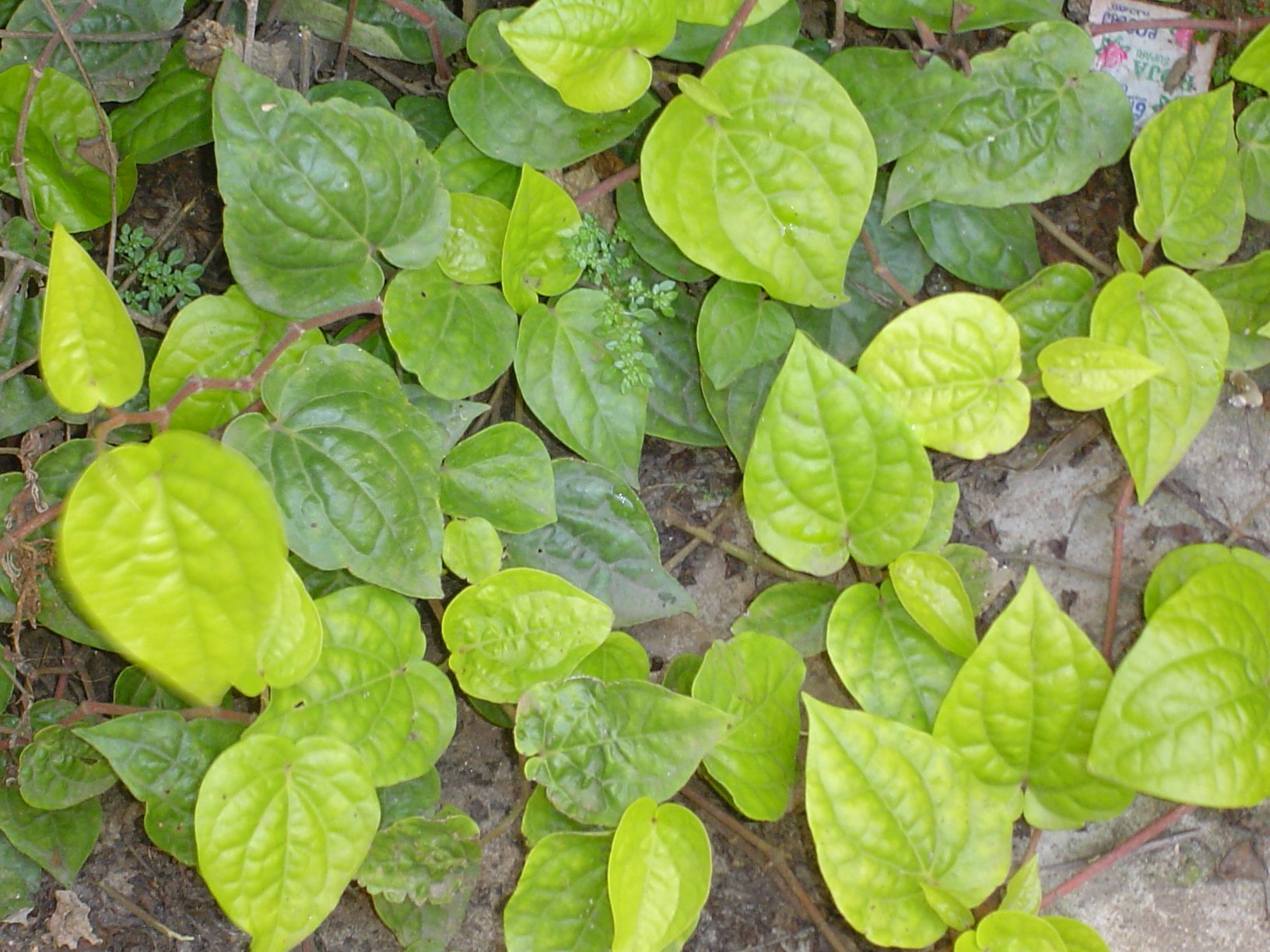
蔞葉

茶蓬縣和茶眉縣還種植大量蔞葉，男女老少都喜愛嚼蔞葉（通常搭配kha-lí樹的樹皮嚼食），節慶、婚禮和葬禮四處可見。

#### 蜂蜜
野生的蜜蜂是戈族珍貴的物產來源，蜜蜂蛹是族人的美食之一，祭典中點燃蜂蠟用以祭神明，而由肉桂花粉製成的蜂蜜更被視為當地的特產 。

### 房屋建築

#### 長屋
以往每個部落都有一個長形的干欄式建築--長屋，為大家共同的住所，群居的現象主要是防範野受野外具生物的攻擊，族人稱之“xlúp”。二十世紀初期的法國拓殖者H.Haguet寫道：「一個Xlúp為一個部落的單位，屋子85~90公尺長，離地2~3公尺高，內部有中央走道，許多隔間各為不同家庭所有。」長方形的xlúp兩側皆有門和階梯。中央的走道“Truốk”連接這兩道以búc木製成的門，上有雕刻，前門為外出及邀請賓客的主要通道，後門則同往水槽，走道“Truốk”將屋子分成兩半，較大一側用來舉辦活動，另一側則分成數個隔間供個別的家族使用，若有新的家戶，村民會由後門往外加長形成新的隔間，太過壅擠會新建一個屋子或是增加寬度。

#### 穀倉

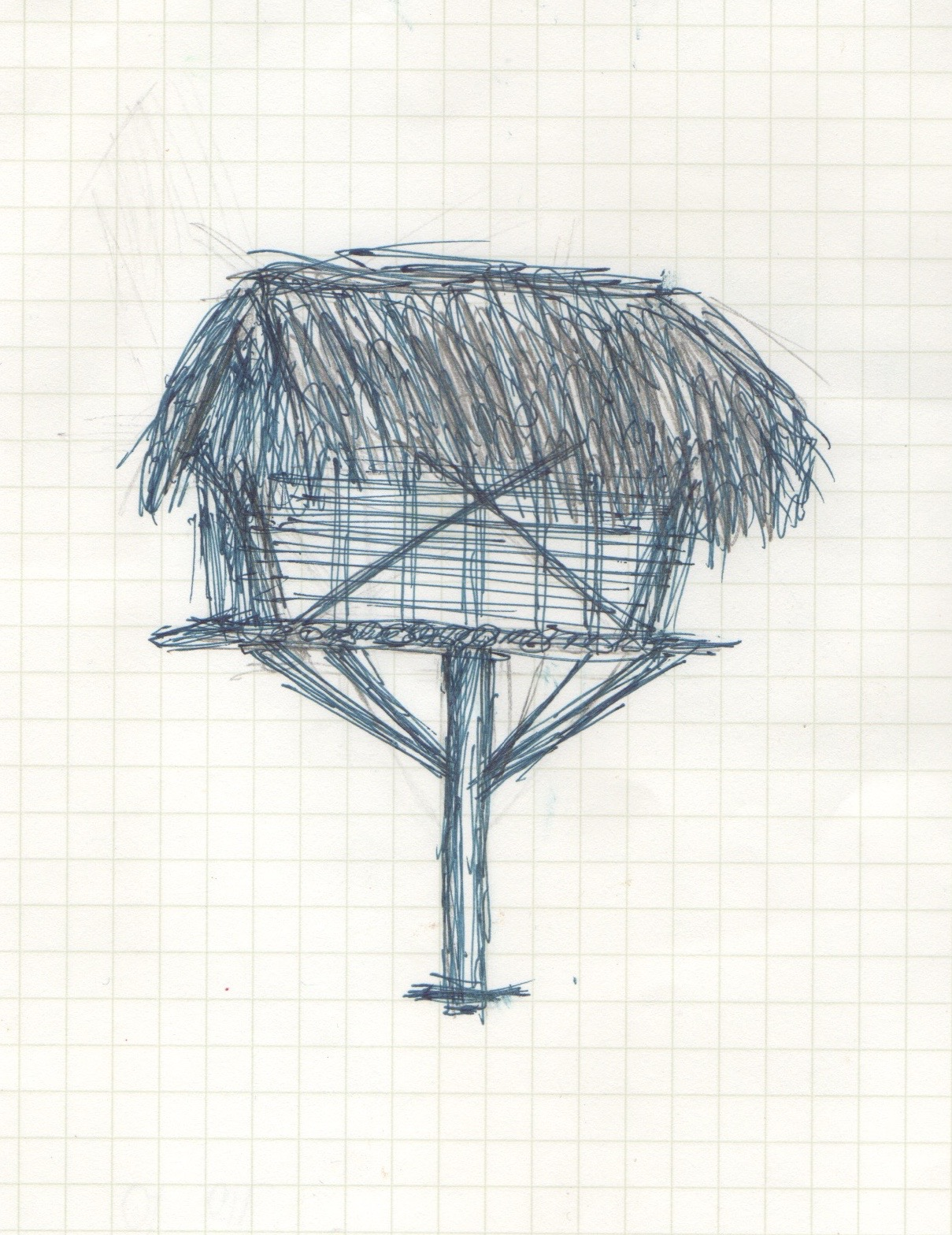
戈族的單支柱穀倉

戈族每個家戶的穀倉（pơ cúp 或 pơ va)都建築在房屋不遠處，地板及牆面皆由木板構成，以排成「Ｘ」型的竿子來穩固牆面，屋頂為防止雨水囤積往四面傾斜，並用樹葉覆蓋。穀倉可分為四個支柱和單支柱，而以往森林資源相當豐富，也可見到六個支柱的穀倉。四支柱的穀倉以四個小柱子支撐，較容易受穿梭在地面上的大象破壞。單柱則由整棵樹為支撐，且架設在離地面較遠處以躲避大象，卻也常遭到在樹上活動的松鼠攻擊，為了解決這個問題，戈族人將穀倉周遭的樹枝裝上尖刺以捕捉松鼠，如此一來不僅能保護穀倉不受動物威脅，還有獵物能食用。

### 服飾

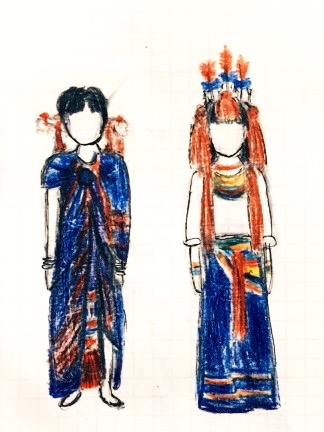
戈族婚禮的服飾

戈族不產布料和織錦，最原始的服飾甚至是由樹皮製成，他們多向附近的民族買布料（京族、色當族），並加以修飾成屬於自己的傳統服裝。女人多穿胸罩或短袖的套衫，搭配黑色或藍色的裙子，裙長膝蓋以下。男人穿黑色或藍色纏腰帶，天氣冷則會穿上素色的罩袍，蓋住身體背部且長至小腿。戈族也向京族購買不少飾品如串珠、銅環、銀項鍊或金耳環等。
節慶、喜慶著的服飾則有別於平日的服裝，色彩豐富且增添不少圖案裝飾，飾品除了由珠子串成的鏈子，套在脖子、肩膀、臀部、手和腳上外，還有各式大小的鈴鐺加以點綴，頭上的飾品則多為流蘇裝飾。

## 信仰與習俗

### 信仰
戈族為泛靈論者，相信萬物皆有靈魂或神，影響生活中的各個層面。

### 習俗與節慶

#### 祈雨祭
祈雨祭（đớp Mo Hwýt go đhăk），戈族透過此祭典來向水神（Mo Hwýt）祈求降雨，由酋長擔任祭司來主持這項宗教儀式，祭品包含蔞葉、檳榔果實、酒、蛋糕，豬和雞。祭典自早上八、九點開始舉行，活的豬和雞會先被奉獻，接著向天上的神和雨神致敬後，便宰殺和水煮這些祭品，煮過的豬肉和雞肉會被帶到接近泉水的神聖地方，進行其他儀式。祭典中族人夜以繼日地彈奏陶製的鼓，直到開始降雨。

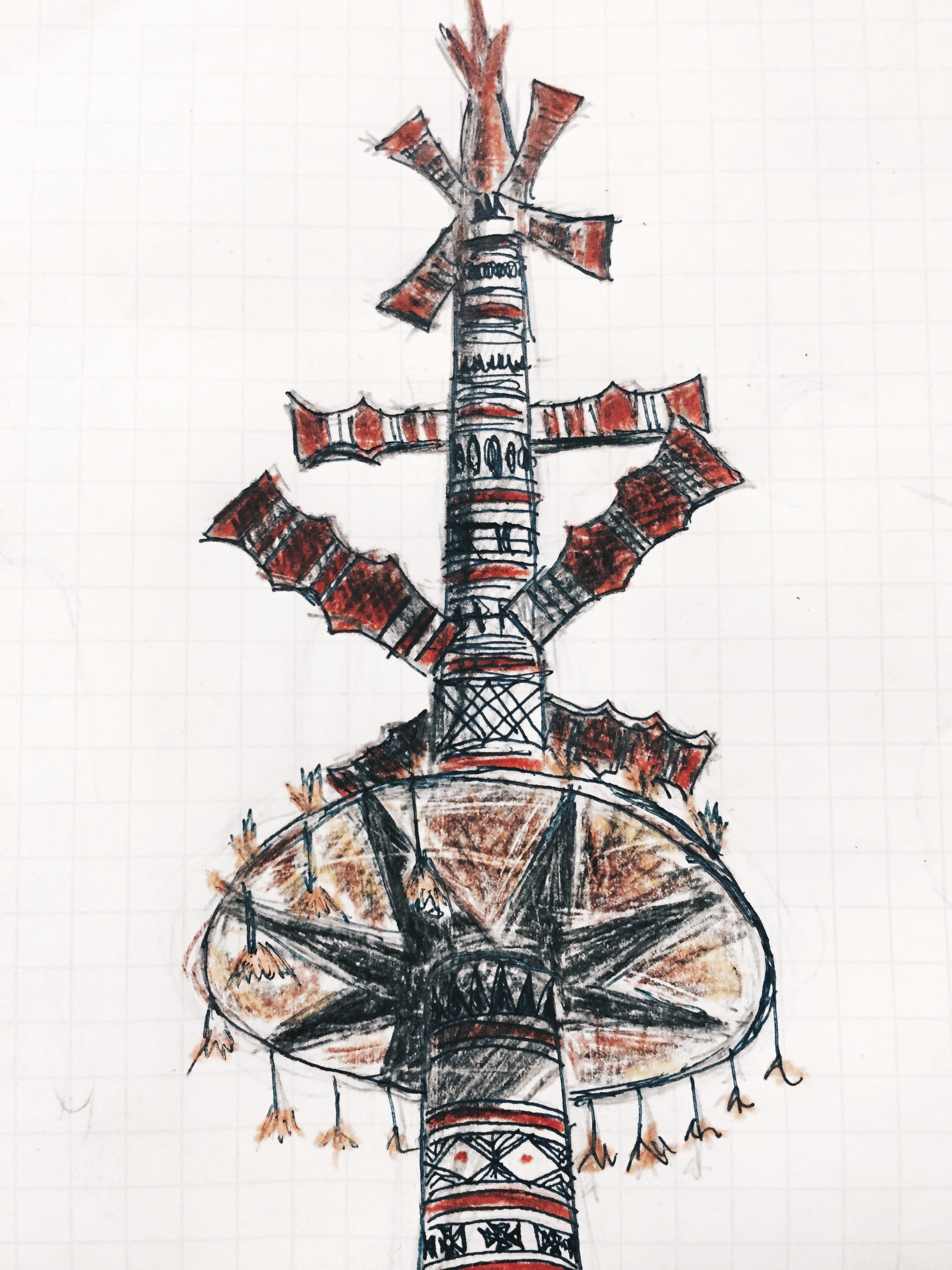
戈族節慶柱

#### 新米祭
戈族於每年陰曆八月底至陰曆九月初舉行（xa pâng đou），旱稻收割後，族裡的女人會將麥秸插在盛滿稻作的竹籃邊緣，象徵帶米的靈魂回家，並在爐火上烘乾、去殼、煮熟，以家畜（如豬、雞、鴨） 作為祭品，用來祭祀眾多與豐收、稻米相關的女神祈。這祭典經酋長安排後通常在家中舉行，並以豐盛的美食款待這期間前來拜訪的客人。

#### 豐年祭
收割後，戈族會舉辦豐收祭（xa a-ní）典向神明表達感激。此一祭典需要至少十天的準備，男人會在森林裡狩獵或捕捉河裡的魚，他們相信在這個期間受很多客人拜訪的家族會有好運。

#### 宰水牛節
宰水牛節（xaố kpiêu）對戈族來說是一個相當重大的節日，將他們身為戈族人的文化身分具體呈現，必須在一年的尾聲至新的一年，且在豐收祭後舉辦。豐收、消除厄運（疾病、時疫、意外事故）、新建房子、整個村落的搬遷等，都是展開宰水牛節的訊息，敬神以求和睦與繁榮。在這期間部落中會豎立佈滿裝飾後的柱子，也是宰水牛節不可或缺的事物。

#### 結婚儀式
對族人來說，婚禮不僅是家庭間的大事，而是整個部落的盛事。婚儀式分成三階段，分別為訂婚、house-entering、婚禮，整個儀式長四到六天，其中的婚禮儀式會依序在新娘與新郎家舉辦，規模相當。新郎可以編制新的kxui năh（扁平的籃子）、帽子、梳子和刀給新娘，在婚禮當天帶到新郎家，新娘則用鳳梨葉編織新的草蓆，作為送給男方家庭的禮物。
結婚是戈族好好慶祝、狂歡的時候，有些地區甚至會舉辦敲鑼和摔角大賽，相當熱鬧。婚禮結束後，新婚夫婦會到河邊捕魚，或是清空穀倉以帶來好運。

#### 葬禮
以戈族的觀點，人死後他的靈魂會變成鬼魂，自然地死亡（如老死、長期疾病）死後會變成好的幽靈，突然的死亡（遭野獸攻擊、被雷劈、淹死等）死後會變成惡靈，騷擾在世的人們，因此葬禮儀式也有所不同。
意外死亡的人不會被帶回家，而是用樹皮包覆後，連同死者的日常用品一起埋葬在附近，七天後，一個叫cắt cơm的儀式會在墳墓邊舉行，宰殺豬和雞以作祭品。在過去，每當有族人意外過世，會宰殺部落中所有的家畜以求安寧，整個部落還會搬遷至新的據點，或是舉辦一個驅離惡靈的儀式。
自然死亡的葬禮儀式較為簡單但莊嚴，老年人都會先準備好自己的棺材，過世時家人也不會感到驚訝錯愕。族人過世的時候，他的家人會大聲的哭喊通知整個部落，其他人會停止手邊的工作便一同協助準備後事。清理後，死者會穿上新衣並套上白色的壽衣，安放在家族的祭壇裡，雙腳朝向東邊，頭邊會放纏頭巾, 屍體中央和腳邊會放置檳榔菸草塊，一旁有刀子。
儀式上同樣有豬和雞，屍體被帶到墳墓時會以草蓆包覆並放置棺材內。家人會向土地神祈求准許埋葬死者，死者的財產如衣物、餐具、狩獵用具等也會安置在墓中和死者的穀倉裡。
葬禮儀式通常在一天內舉行完。

## 藝術與文學

### 藝術
音樂和舞蹈融入在戈族的日常生活中，相關的藝術表演處處可見。
戈族善用大自然來製造音樂，像是風、水和石頭，用來驅趕野生動物，同時也為穀倉、部落和森林添加一點生氣。

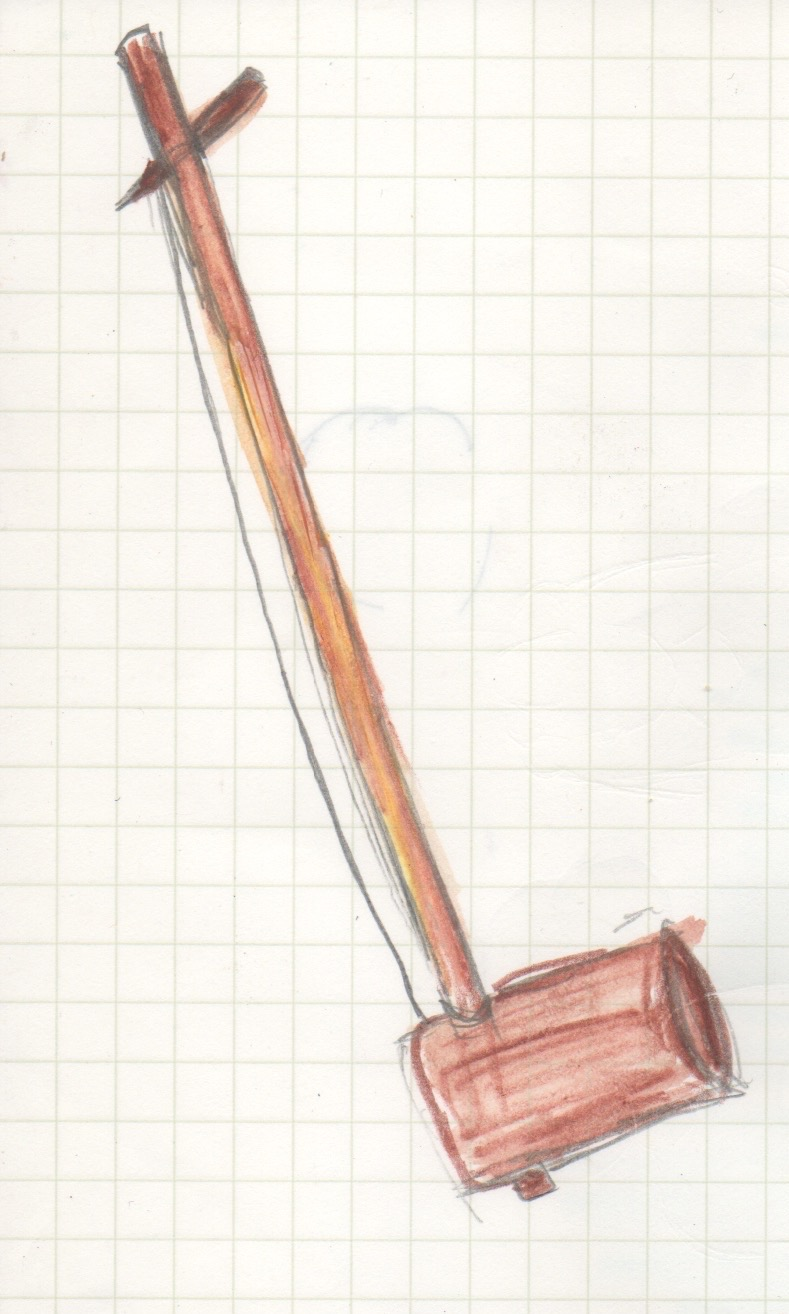
戈族的弦樂器——K'đoh

他們的樂器有許多樣式和用途：A-máp——一種管樂器，用於婦人說部落的故事或哄孩子們睡覺時；Ra-ngoái——女孩們用來表達情感或愛意時彈奏的樂器；Ta-lía——男孩和女孩們談心時吹奏的笛子；Bró——民俗歌搖會搭配的弦樂器；K'đoh——外表如二胡 。鑼(chếch)和鼓(a-gơl)則是自古以來節慶上不可或缺的樂器，其中，敲鑼大賽是戈族較為奇特的藝術表演。比賽由兩個競賽者敲鑼，裁判負責打鼓保持節奏韻律，選出善於敲鑼和即興演奏的參賽者。
節慶和祭典上也少不了跳舞。戈族的女人善於跳舞，跳舞時穿著色彩繽紛的服飾，額頭、肩膀和臀部會以串珠鍊子裝飾，搭配鑼和鼓的伴奏。

## 現況
近代戈族和其他的民族交流，從傳統的長屋到現在較小型、低矮的房屋為主，家庭方面也朝向小家庭的模式生活。在過去戈族的世系們沒有獨自的名字而都是「Dinh」，如今他們都姓「胡」，為紀念前領導人胡志明。

越南政府表示對高山的少數民族的尊重，並希望能解決他們各方面的需求，但提出的種種政策卻對這些少數民族造成不少負面影響，如土地的重置、種植經濟作物等，山地民族持續表達不滿、抗議。他們在宗教和經濟層面仍受打壓，甚至有許多被騷擾、懲處、沒收財產和各種差別待遇的報導。